# ورزشگاه ۲۴ سپتامبر
ورزشگاه ۲۴ سپتامبر (انگلیسی: Estádio 24 de Setembro) یک ورزشگاه چندمنظوره در بیسائو، گینه بیسائو است.
این ورزشگاه که در سال ۱۹۸۹ تاسیس شده دارای ۱۵٬۰۰۰ نفر ظرفیت است و ورزشگاه خانگی تیم ملی فوتبال گینه بیسائو می‌باشد.